# Xã Blanchard, Quận Hancock, Ohio
Xã Blanchard (tiếng Anh: Blanchard Township) là một xã thuộc quận Hancock, tiểu bang Ohio, Hoa Kỳ. Năm 2010, dân số của xã này là 1.123 người.